# التوجيه حسب الطلب
التوجيه حسب الطلب ODR هو أحد التحسينات على بروتوكول مستكشف سيسكو CDP [الإنجليزية]، وهو بروتوكول (اتصالات) يستخدم لاكتشاف أجهزة سيسكو الأخرى على وسائط البث أو غير البث. بمساعدة بروتوكول مستكشف سيسكو، من الممكن العثور على نوع الجهاز، وعنوان آي بي عنوان آي بي، وإصدار نظام تشغيل الشبكات البينية نظام تشغيل الشبكات البينية الذي يعمل على جهاز سيسكو المجاور، وإمكانيات الجهاز المجاور، وما إلى ذلك. في الإصدار 11.2 من برنامج Cisco IOS، تمت إضافة ODR إلى CDP للإعلان عن بادئة IP المتصلة لجهاز الموجه الصادم عبر CDP. تأخذ هذه الميزة خمسة بايتات إضافية لكل شبكة أو شبكة فرعية وأربعة بايتات لعنوان IP وبايت واحد للإعلان عن قناع الشبكة الفرعية مع IP. التوجيه حسب الطلب قادر على حمل معلومات قناع التوجيه لافئوي بين المجالات VLSM.